# Liste des phares du Honduras

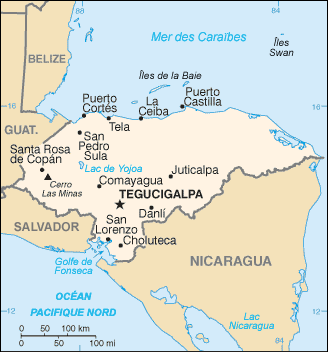
Carte du Honduras

Liste des phares du Honduras : Le Honduras est un pays d'Amérique centrale situé entre le Guatemala à l'ouest et le Nicaragua au sud-est. Le Honduras a des côtes faisant face au nord à la mer des Caraïbes et au sud-ouest à l'océan Pacifique par le Golfe de Fonseca.
Les aides à la navigation dans le pays sont gérées par la Empresa Nacional Portuaria (Honduras) (en) (ENP) , la société portuaire nationale.

## Phares
| Nom                            | Lieu                                             | Mise en service | Coordonnées                      | Image           |
| ------------------------------ | ------------------------------------------------ | --------------- | -------------------------------- | --------------- |
| Phare de Puerto Cortés         | Puerto Cortés Département de Cortés              | 1898            | 15° 51′ 20,8″ N, 87° 57′ 35,1″ O | Image           |
| Phare de Punta Sal             | Tela Département d'Atlántida                     | n/d             | 15° 55′ 32,4″ N, 87° 36′ 13,6″ O | Image           |
| Phare de Punta Izopo           | Tela Département d'Atlántida                     | n/d             | 15° 50′ 51,5″ N, 87° 22′ 29″ O   | Image           |
| Phare de Cochino Grande        | Cayos Cochinos Département des Islas de la Bahía | n/d             | 15° 58′ 36″ N, 86° 28′ 36″ O     | Image           |
| Phare de Cerro Pumpkin         | Útila Département des Islas de la Bahía          | 2011            | 16° 07′ 11,4″ N, 86° 52′ 50,3″ O | Image           |
| Phare de Roatán                | Roatán Département des Islas de la Bahía         | n/d             | 16° 18′ 00″ N, 86° 35′ 00″ O     | Image           |
| Phare de Roatán (pointe ouest) | Roatán Département des Islas de la Bahía         | n/d             | 16° 16′ 02″ N, 86° 36′ 06″ O     | Image           |
| Phare de Black Rock Point      | Guanaja Département des Islas de la Bahía        | n/d             | 16° 29′ 53,3″ N, 85° 49′ 01,8″ O | Image           |
| Phare des îles Swan            | Îles Swan Département des Islas de la Bahía      | n/d             | 17° 24′ 38″ N, 83° 55′ 19″ O     | Image           |
| Phare du cap Honduras          | Trujillo Département de Colón                    | n/d             | 16° 01′ 28,8″ N, 86° 00′ 33,9″ O |                 |
| Phare du cap Camarón           | Cap Camarón Département de Colón                 | n/d             | 15° 59′ 09″ N, 85° 01′ 32″ O     | Détruit en 2011 |
| Phare de Punta Patuca          | Punta Patuca Département de Gracias a Dios       | n/d             | 15° 48′ 55,1″ N, 84° 18′ 26,1″ O |                 |
| Phare du cap Falso             | Cap Falso Département de Gracias a Dios          | n/d             | 15° 15′ 12,4″ N, 83° 23′ 24,3″ O |                 |
| Phare de l'île Le Tigre        | Le Tigre (île) Département de Valle              | n/d             | 13° 16′ 26,7″ N, 87° 38′ 16,8″ O |                 |